# Gliese 693
Gliese 693 (GJ 693 / HIP 86990 / LHS 454) es una estrella situada a 19,0 años luz de distancia del sistema solar en dirección a la constelación de Pavo. Con magnitud aparente +10,75 no es observable a simple vista. Se localiza muy cerca del límite con Ara, a 18 minutos de arco de la estrella HD 160720.
Gliese 693 es una enana roja de tipo espectral M2.0V, aunque también ha sido catalogada como de tipo M3.0V y M3.5V.
Su temperatura efectiva es de 3380 K
y tiene una masa estimada equivalente a 0,26 masas solares.
Visualmente su luminosidad equivale al 0,15 % de la luminosidad solar, mientras que si se considera la radiación infrarroja emitida, su luminosidad supone el 0,33 % de la del Sol.
Su diámetro es igual al 30 % del diámetro solar.
Puede ser una estrella variable, recibiendo la denominación provisional de NSV 9629.
Las estrellas más cercanas a Gliese 693 son Gliese 682, a 4,7 años luz, Gliese 674, a 5,2 años luz, y Gliese 754, a 5,9 años luz, todas ellas también enanas rojas. δ Pavonis, una de las estrellas más brillantes de la constelación de Pavo, se encuentra a 6,4 años luz de distancia de Gliese 693.